# Britiande
Britiande est une paroisse civile portugaise (en portugais : freguesia) de la municipalité de Lamego dans le district de Viseu.

## Démographie
Lors du recensement de 2021, Britiande compte 792 habitants.